# Ernie Ross
Ernie Ross (* 27. Juli 1942; † 17. Oktober 2021) war ein schottischer Politiker der Labour Party.

## Politischer Werdegang
Der Labour-Abgeordnete Peter Doig, der den Wahlkreis Dundee West ab 1963 im House of Commons vertreten hatte, trat zu den Unterhauswahlen 1979 nicht mehr an. Als Nachfolger stellte die Labour Party Ross auf, der erstmals zu Wahlen auf nationaler Ebene antrat. Mit einem Stimmenanteil von 47,3 % setzte sich Ross deutlich gegen seine drei Kontrahenten durch und zog in der Folge erstmals ins britische Unterhaus ein.
Bei den folgenden Wahlen 1983, 1987, 1992, 1997 und 2001 hielt er sein Mandat. Zu den Unterhauswahlen 2005 trat Ross nicht mehr an. Sein Nachfolger Jim McGovern hielt das Mandat für die Labour Party.
Ross wurde als Hinterbänkler beschrieben, der dem linken Flügel der Labour Party zuzurechnen war. So setzte er sich für einen Ausbau der Beziehungen zur Sowjetunion und zu Kuba ein. 1981 gehörte er zu den Abgeordneten, die Tony Benn, den Führer des linken Flügels, zur Wahl des stellvertretenden Parteichefs nominierten. Als Mitglied eines außenpolitischen Ausschusses ließ er dem Außenminister Robin Cook unerlaubt vorab einen Bericht über Waffen in Sierra Leone zukommen. Obschon Ross sich für den Vorfall entschuldigte, wurde er für zehn Tage vom Parlament suspendiert und aus dem Ausschuss ausgeschlossen.
Insgesamt sind 4006 Wortbeiträge von Ross im Parlament verzeichnet.